# Copa da UEFA de 1985–86
A Copa da UEFA de 1985–86 foi a décima quinta edição da Copa da UEFA, vencida pelo Real Madrid em vitória sobre o 1. FC Köln no conjunto (5–1 e 0–2) O Real Madrid aplicou a maior goleada da competição, ao fazer 5–0 no AEK Athens FC. Os clubes ingleses foram banidos de competições europeias por cinco anos, tendo o Liverpool, o qual venceu duas Copas da UEFA, banido por seis anos. A proibição resultou também que Tottenham Hotspur, Southampton e Norwich City completassem a lista de expulsos.

## Primeira fase
| Equipe 1                   | Total  | Equipe 2                  | 1.º jogo     | 2.º jogo          |
| -------------------------- | ------ | ------------------------- | ------------ | ----------------- |
| 1. FC Köln                 | 2–1    | Sporting de Gijón         | 0–0 (Report) | 2–1 (Report)      |
| AEK Athens F.C.            | 1–5    | Real Madrid               | 1–0 (Report) | 0–5 (Report)      |
| Auxerre                    | 3–4    | Milan                     | 3–1 (Report) | 0–3 (Report)      |
| APOEL                      | 4–6    | PFC Lokomotiv Sofia       | 2–2 (Report) | 2–4(aet) (Report) |
| Athletic Bilbao            | 5–1    | Beşiktaş J.K.             | 4–1 (Report) | 1–0 (Report)      |
| Boavista F.C.              | 5–6    | Club Brugge               | 4–3 (Report) | 1–3 (Report)      |
| Bohemian F.C.              | 4–7    | Dundee United F.C.        | 2–5 (Report) | 2–2 (Report)      |
| Borussia Mönchengladbach   | 3–1    | Lech Poznań               | 1–1 (Report) | 2–0 (Report)      |
| Coleraine F.C.             | 1–6    | Lokomotive Leipzig        | 1–1 (Report) | 0–5 (Report)      |
| Dinamo București           | 2–2(a) | FK Vardar                 | 2–1 (Report) | 0–1 (Report)      |
| FC Avenir Beggen           | 0–6    | PSV Eindhoven             | 0–2 (Report) | 0–4 (Report)      |
| Chornomorets Odessa        | (a)4–4 | Werder Bremen             | 2–1 (Report) | 2–3 (Report)      |
| Wismut Aue                 | 2–5    | FC Dnipro Dnipropetrovsk  | 1–3 (Report) | 1–2 (Report)      |
| FC Spartak Moscow          | 4–1    | Turun Palloseura          | 1–0 (Report) | 3–1 (Report)      |
| Győri ETO FC               | 4–5    | FC Bohemians Praha        | 3–1 (Report) | 1–4(aet) (Report) |
| Hajduk Split               | 7–3    | FC Metz                   | 5–1 (Report) | 2–2 (Report)      |
| Internazionale             | 5–1    | St. Gallen                | 5–1 (Report) | 0–0 (Report)      |
| Waregem                    | 6–2    | Aarhus Gymnastik Forening | 5–2 (Report) | 1–0 (Report)      |
| KS Dinamo Tirana           | 1–0    | Ħamrun Spartans           | 1–0 (Report) | 0–0 (Report)      |
| LASK Linz                  | 3–0    | FC Baník Ostrava          | 2–0 (Report) | 1–0 (Report)      |
| Legia Warszawa             | 4–1    | Viking F.K.               | 3–0 (Report) | 1–1 (Report)      |
| Neuchâtel Xamax            | 7–4    | Sportul Studenţesc        | 3–0 (Report) | 4–4 (Report)      |
| Pirin Blagoevgrad          | 1–7    | Hammarby IF               | 1–3 (Report) | 0–4 (Report)      |
| Portimonense S.C.          | 1–4    | FK Partizan               | 1–0 (Report) | 0–4 (Report)      |
| RFC de Liège               | 4–1    | FC Wacker Innsbruck       | 1–0 (Report) | 3–1 (Report)      |
| Rangers F.C.               | 1–2    | CA Osasuna                | 1–0 (Report) | 0–2 (Report)      |
| SK Slavia Praha            | 1–3    | St Mirren F.C.            | 1–0 (Report) | 0–3(aet) (Report) |
| Sparta Rotterdam           | (p)2-2 | Hamburger SV              | 2–0 (Report) | 0–2 (Report)      |
| Sporting Clube de Portugal | 4–3    | Feyenoord Rotterdam       | 3–1 (Report) | 1–2 (Report)      |
| Torino                     | 3–2    | Panathinaikos             | 2–1 (Report) | 1–1 (Report)      |
| Valur                      | 2–4    | Nantes                    | 2–1 (Report) | 0–3 (Report)      |
| Videoton FC Fehérvár       | (a)3–3 | Malmö FF                  | 1–0 (Report) | 2–3 (Report)      |

## Segunda fase
| Equipe 1             | Total  | Equipe 2                   | 1.º jogo     | 2.º jogo     |
| -------------------- | ------ | -------------------------- | ------------ | ------------ |
| 1. FC Köln           | 8–2    | FC Bohemians Praha         | 4–0 (Report) | 4–2 (Report) |
| Milan                | (a)3–3 | Lokomotive Leipzig         | 2–0 (Report) | 1–3 (Report) |
| Dundee United F.C.   | 3–1    | FK Vardar                  | 2–0 (Report) | 1–1 (Report) |
| FC Spartak Moscow    | 4–1    | Club Brugge                | 1–0 (Report) | 3–1 (Report) |
| FK Partizan          | 1–5    | Nantes                     | 1–1 (Report) | 0–4 (Report) |
| Hammarby IF          | 5–4    | St Mirren F.C.             | 3–3 (Report) | 2–1 (Report) |
| Waregem              | 3–2    | CA Osasuna                 | 2–0 (Report) | 1–2 (Report) |
| KS Dinamo Tirana     | 0–1    | Sporting Clube de Portugal | 0–0 (Report) | 0–1 (Report) |
| LASK Linz            | 1–4    | Internazionale             | 1–0 (Report) | 0–4 (Report) |
| PFC Lokomotiv Sofia  | 1–1(a) | Neuchâtel Xamax            | 1–1 (Report) | 0–0 (Report) |
| PSV Eindhoven        | 2–3    | FC Dnipro Dnipropetrovsk   | 2–2 (Report) | 0–1 (Report) |
| RFC de Liège         | 1–4    | Athletic Bilbao            | 0–1 (Report) | 1–3 (Report) |
| Real Madrid          | 2–1    | Chornomorets Odessa        | 2–1 (Report) | 0–0 (Report) |
| Sparta Rotterdam     | 2–6    | Borussia Mönchengladbach   | 1–1 (Report) | 1–5 (Report) |
| Torino               | 2–4    | Hajduk Split               | 1–1 (Report) | 1–3 (Report) |
| Videoton FC Fehérvár | 1–2    | Legia Warszawa             | 0–1 (Report) | 1–1 (Report) |

## Terceira fase
| Equipe 1                 | Total  | Equipe 2                   | 1.º jogo     | 2.º jogo          |
| ------------------------ | ------ | -------------------------- | ------------ | ----------------- |
| Athletic Bilbao          | 2–4    | Sporting Clube de Portugal | 2–1 (Report) | 0–3 (Report)      |
| Borussia Mönchengladbach | 5–5(a) | Real Madrid                | 5–1 (Report) | 0–4 (Report)      |
| Dundee United F.C.       | 3–4    | Neuchâtel Xamax            | 2–1 (Report) | 1–3(aet) (Report) |
| FC Dnipro Dnipropetrovsk | 0–3    | Hajduk Split               | 0–1 (Report) | 0–2 (Report)      |
| FC Spartak Moscow        | 1–2    | Nantes                     | 0–1 (Report) | 1–1 (Report)      |
| Hammarby IF              | 3–4    | 1. FC Köln                 | 2–1 (Report) | 1–3 (Report)      |
| Internazionale           | 1–0    | Legia Warszawa             | 0–0 (Report) | 1–0(aet) (Report) |
| Waregem                  | 3–2    | Milan                      | 1–1 (Report) | 2–1 (Report)      |

## Quartas-de-final
| Equipe 1                   | Total  | Equipe 2        | 1.º jogo     | 2.º jogo     |
| -------------------------- | ------ | --------------- | ------------ | ------------ |
| Hajduk Split               | 1–1(p) | Waregem         | 1–0 (Report) | 0–1 (Report) |
| Internazionale             | 6–3    | Nantes          | 3–0 (Report) | 3–3 (Report) |
| Real Madrid                | 3–2    | Neuchâtel Xamax | 3–0 (Report) | 0–2 (Report) |
| Sporting Clube de Portugal | 1–3    | 1. FC Köln      | 1–1 (Report) | 0–2 (Report) |

## Semifinais
| Equipe 1       | Total | Equipe 2    | 1.º jogo     | 2.º jogo          |
| -------------- | ----- | ----------- | ------------ | ----------------- |
| 1. FC Köln     | 7–3   | Waregem     | 4–0 (Report) | 3–3 (Report)      |
| Internazionale | 4–6   | Real Madrid | 3–1 (Report) | 1–5(aet) (Report) |

## Final
| Equipe 1    | Total | Equipe 2   | 1.º jogo     | 2.º jogo     |
| ----------- | ----- | ---------- | ------------ | ------------ |
| Real Madrid | 5–3   | 1. FC Köln | 5–1 (Report) | 0–2 (Report) |